# Atherospermataceae
Atherospermataceae, biljna porodica u redu Laurales raširena po južnoj hemisferi, od čega dvije vrste u južnom Čileu a ostale po Australaziji.
Atherospermataceae porodici pripada 18 priznatih vrsta grmlja i drveća unutar sedam rodova, od kojih je rod Atherosperma, porodici dao ime. Ovaj rod se sastoji od jedne vrste, Atherosperma moschatum, a raste po kišnim šumama Tasmanije, Victorije i Novog Južnog Walesa. Venakularno ga zovu južni lovor, a Aborodžini su njime liječili venerične bolesti.

## Rodovi
1. Tribus Atherospermateae Bartl.
  1. Atherosperma Labill. (1 sp.)
  2. Nemuaron Baill. (1 sp.)
  3. Laureliopsis Schodde (1 sp.)
2. Tribus Laurelieae Pax
  1. Daphnandra Benth. (7 spp.)
  2. Doryphora Endl. (2 spp.)
  3. Dryadodaphne S. Moore (4 spp.)
  4. Laurelia Juss. (2 spp.)